# Double Assassinat dans la rue Morgue (film, 1971)
Pour les articles homonymes, voir Double Assassinat dans la rue Morgue.
Pour plus de détails, voir Fiche technique et Distribution.
Double Assassinat dans la rue Morgue (Murders in the Rue Morgue), est un film d'épouvante américain réalisé par Gordon Hessler et sorti en 1971.
Adaptation libre de la nouvelle éponyme d'Edgar Allan Poe (1841), le film s'en écarte sur plusieurs points importants, ressemblant parfois davantage au Fantôme de l'Opéra de Gaston Leroux. Dans une interview sur DVD, Hessler a déclaré qu'il avait jugé nécessaire de réinventer l'intrigue car il pensait que la majorité du public était trop familière avec l'histoire de Poe.

## Synopsis
L'histoire se déroule à Paris, peu après le début du XXe siècle. La troupe de théâtre de César Charron s'est spécialisée dans le public curieux et avide de sensations et présente, avec ses pièces sanglantes, un théâtre d'épouvante impressionnant et à fleur de peau, dans la plus pure tradition du Grand-Guignol. La dernière sensation prévue est la représentation de l'histoire d'épouvante d'Edgar Allan Poe, Double Assassinat dans la rue Morgue. La femme de César, Madeleine, dont la mère a été tuée  douze ans auparavant, doit interpréter le rôle principal. Mais depuis la mort violente de sa mère, Madeleine souffre de graves cauchemars dans lesquels apparaît régulièrement un meurtrier brandissant une hache. Un jour, Madeleine est victime d'un malaise pendant une représentation. Plusieurs membres de ce théâtre sont alors assassinés à l'acide. La police, en la personne de l'inspecteur Vidocq, suppose rapidement que seul l'ancien amant de la mère de Madeleine, René Marot, peut être le coupable. Mais il y a un hic : Marot est mort depuis longtemps. La mère de Madeleine lui avait autrefois brûlé le visage avec de l'acide avant qu'il ne la tue. Marot lui-même se serait suicidé peu après.
Mais Marot n'est pas mort et se masque et se cache bien. Son visage est terriblement déformé par la brûlure causée par la mère de Madeleine. Il est revenu sur les lieux de l'horreur et veut maintenant se venger de tous les malheurs vécus dans sa propre chair. C'est ainsi qu'il commence son métier aussi sanglant que meurtrier. Les uns après les autres, les membres et ex-membres de la troupe de théâtre deviennent ses victimes. Madeleine, la fille de la femme que Marot convoitait autrefois, est également au centre de sa vendetta. Il veut la garder pour le dénouement sanglant de ses tueries. Monsieur Vidocq intervient et, dans la recherche du coupable, il se concentre d'abord sur le directeur du théâtre, César, mais les rêves de Madeleine permettent enfin de découvrir le véritable coupable. Dans le dénouement endiablé, René Marot ne peut plus échapper à son destin et doit payer amèrement pour tous ses meurtres.

## Fiche technique
- Titre français : Double Assassinat dans la rue Morgue[2],[3]
- Titre original anglais : Murders in the Rue Morgue[4]
- Réalisation : Gordon Hessler
- Scénario : Henry Slesar, Christopher Wicking d'après Double Assassinat dans la rue Morgue d'Edgar Allan Poe (1841)
- Photographie : Manuel Berenguer
- Montage : Max Benedict
- Musique : Waldo de los Ríos
- Production : Louis M. Heyward
- Société de production : American International Pictures
- Pays de production :  États-Unis
- Langue originale : anglais américain
- Format : couleurs - 1,85:1 - Son mono - 35 mm
- Genre : Film d'épouvante
- Durée : 87 minutes
- Dates de sortie : 
  - États-Unis : 21 juillet 1971

## Distribution
- Jason Robards : César Charron, le directeur du théâtre
- Christine Kaufmann : Madeleine Charron, actrice
- Herbert Lom : René Marot, le justicier défiguré
- Lilli Palmer : sa mère, une actrice
- Adolfo Celi : L'inspecteur Vidocq, le policier
- Maria Perschy : Geneviève, une prostituée
- Michael Dunn : Pierre Triboulet, le nain
- Pierre Arne : Aubert
- Rosalind Elliot : Gabrielle
- Marshall Jones : Luigi Orsini
- María Martín : Madame Adolphe
- Ruth Plattes : L'assistante d'Orsini
- Brooke Adams : Infirmière
- José Calvo : Bossu
- Víctor Israel : cocher craintif